# Distretto di Petaling
Il distretto di Petaling è un distretto (daerah in malese) dello stato del Selangor, in Malaysia, da non confondere né con la città di Petaling Jaya, che vi appartiene, né con il sottodistretto (mukim) di Petaling, che si trova all'interno del Consiglio Municipale di Subang Jaya (Majlis Perbandaran Subang Jaya), il quale si trova a sua volta all'interno del distretto stesso di Petaling.

## Storia
Il distretto di Petaling fu istituito il I gennaio 1974, lo stesso giorno in cui Kuala Lumpur fu dichiarata Distretto federale.
Questo distretto è situato al centro della Klang Valley, in posizione adiacente alla capitale, ed ha quindi subito una massiva urbanizzazione.
In occasione del Censimento del 1991, erano registrati 633.165 abitanti. Nel Censimento del 2010, la popolazione era salita a 1.782.375 persone.
Il distretto si estende su una superficie di circa 484,32 km². I centri urbani principali sono le città di Shah Alam, Petaling Jaya e Subang Jaya, che è il capoluogo del distretto.
Gli uffici amministrativi del distretto (Pejabat Daerah) si trovano a Subang Jaya.

## Mukim
Il distretto è ulteriormente suddiviso in 4 mukim (sottodistretti). Comunque, questa definizione ha solo utilità amministrativa storica e non riflette la rapida crescita contemporanea e la successiva riorganizzazione avvenuta nel 1997.

## Governo locale

Le 3 giurisdizioni governative locali del distretto di Petaling: in rosso Petaling Jaya, in bianco in alto Shah Alam (vi è un'estensione del territorio all'interno del distretto di Klang non mostrata in figura), e in bianco in basso Subang Jaya.

Il distretto è molto urbanizzato e perciò l'amministrazione effettiva e la manutenzione dei servizi pubblici del distretto sono stati suddivisi e delegati a tre governi locali.

### Majlis Bandaraya Shah Alam
Si tratta del consiglio municipale di Shah Alam, la capitale dello stato. Esercita anche la giurisdizione su alcune parti del distretto di Klang (Shah Alam Selatan). Anche il Sultan Abdul Aziz Shah Airport e la base della Royal Malaysian Air Force a Subang sono poste sotto la giurisdizione di questo governo locale.

### Majlis Bandaraya Petaling Jaya
Il consiglio municipale amministra l'area della città di Petaling Jaya ("PJ"), che include Damansara (Petaling Jaya Utara), il centro di Petaling Jaya e Bandar Sunway (Petaling Jaya Selatan).

### Majlis Perbandaran Subang Jaya
Il consiglio municipale di Subang Jaya (in passato Majlis Daerah Petaling (MDP)) amministra le parti meridionali del distretto con le principali aree popolate, quali Subang Jaya, USJ, Putra Heights, Batu Tiga, Puchong e Serdang.

## Educazione
L'educazione nazionale dipende dalla supervisione del Petaling District Education Office. Nel 2005, vi erano 99 scuole primarie di tipo nazionale, 16 scuole primarie nazionali di tipo cinese, 16 scuole primarie nazionali di tipo Tamil, 65 scuole secondarie di tipo nazionale, una scuola secondaria tecnica e una scuola di educazione speciale.